# Бюйюксаяр, Мехмет Али
Мехмет Али Бюйюксаяр (тур. Mehmet Ali Büyüksayar; род. 8 мая 2004) — турецкий футболист, вингер клуба «Аланьяспор» и сборной Турции.

## Клубная карьера
Бюйюксаяр — воспитанник клуба «Коньяспор». В 2021 году игрок был включён в заявку команды на сезон и в том же году был отдан в аренду в «1922 Коньяспор». В 2022 году Бюйюксаяр вернулся в «Коньяспор». 22 декабря в поединке Кубка Турции против «Бодрума» Мехмет дебютировал за основной состав. 23 января 2023 года в матче против «Анкарагюджю» он дебютировал в турецкой Суперлиге.